# 5،4،2-ثلاثي كلورو الفينول
2،4،5-ثلاثي كلورو الفينول (بالإنجليزية: 2،4،5-Trichlorophenol)‏ هو كلوريد عضوي بالصيغة الجزيئية C 6 H 3 Cl 3 O 1. تم استخدام 2،4،5-ثلاثي كلورو الفينول كمبيد للفطريات ومبيدات أعشاب.